# Enrica Zunic'
Enrica Zunic' (pseudonimo di Enrica Lozito) (...) è un'autrice di fantascienza italiana.
Vive e lavora a Torino. La sua esperienza in Amnesty International è l'ispirazione principale della sua narrativa.
Ha pubblicato racconti sulla rivista online Delos e su numerose antologie, e la raccolta personale di racconti Nessuna giustificazione (Solid, 2002), vincitrice del Premio Italia 2003 come miglior romanzo o antologia personale di fantascienza.